# اچ‌ام‌اس لوستوف (۱۷۵۶)
اچ‌ام‌اس لوستوف (۱۷۵۶) (به انگلیسی: HMS Lowestoffe (1756)) یک کشتی بود که طول آن ۱۱۸ فوت ۳ اینچ (۳۶٫۰۴ متر) بود. این کشتی در سال ۱۷۵۶ ساخته شد.